# Stanovanjski blok
Stanovánjski blók je večstanovanjsko poslopje, razdeljeno na več enot, ki so vsaka v ločeni lasti, obkrožene s skupnimi prostori, ki so v skupni lasti.

## Etimologija
V mnogih jezikih beseda izvira iz latinskega condominium, ki je sestavljenka iz predpone con- ‘skupaj’ in besede dominium ‘oblast, lastništvo’. Npr. angleško condominium, italijansko in špansko condominio, [кондоминиј/kondominij] Napaka: {{Jezik-xx}}: Non-latn text (pos $1)/Latn script subtag mismatch (pomoč) ali кондоминијум/kondominijum, portugalsko condomínio, furlansko condomini, poljsko in češko kondominium, slovaško kondomínium ali kondominát, turško kondominyum, rusko кондоминиум/kondominium, kazaško кондоминиум/kondomïnïwm, itd. Po slovenskem pravopisu pa beseda »kondominij« nima tega pomena, marveč pomeni samo »politična in gospodarska oblast dveh ali več držav na istem ozemlju« in »ozemlje pod tako oblastjo«. V zgoraj omenjenih jezikih izraz ima oba pomena.